# Funkley
Funkley és una població dels Estats Units a l'estat de Minnesota. Segons el cens del 2000 tenia 15 habitants.

## Demografia
Segons el cens del 2000, Funkley tenia 15 habitants, 6 habitatges, i 4 famílies. La densitat de població era de 14,9 habitants per km².
Dels 6 habitatges en un 33,3% hi vivien nens de menys de 18 anys, en un 66,7% hi vivien parelles casades, en un 16,7% dones solteres, i en un 16,7% no eren unitats familiars. En el 16,7% dels habitatges hi vivien persones soles el 16,7% de les quals corresponia a persones de 65 anys o més que vivien soles. El nombre mitjà de persones vivint en cada habitatge era de 2,5 i el nombre mitjà de persones que vivien en cada família era de 2,6.
Per edats la població es repartia de la següent manera: un 26,7% tenia menys de 18 anys, un 0% entre 18 i 24, un 26,7% entre 25 i 44, un 13,3% de 45 a 60 i un 33,3% 65 anys o més.
L'edat mediana era de 38 anys. Per cada 100 dones de 18 o més anys hi havia 120 homes.
La renda mediana per habitatge era de 26.250 $ i la renda mediana per família de 25.625 $. Els homes tenien una renda mediana de 29.167 $ mentre que les dones 17.083 $. La renda per capita de la població era de 15.521 $. Cap de les famílies estaven per davall del llindar de pobresa.

## Poblacions més properes
El següent diagrama mostra les poblacions més properes.